# Kongress von Lushnja

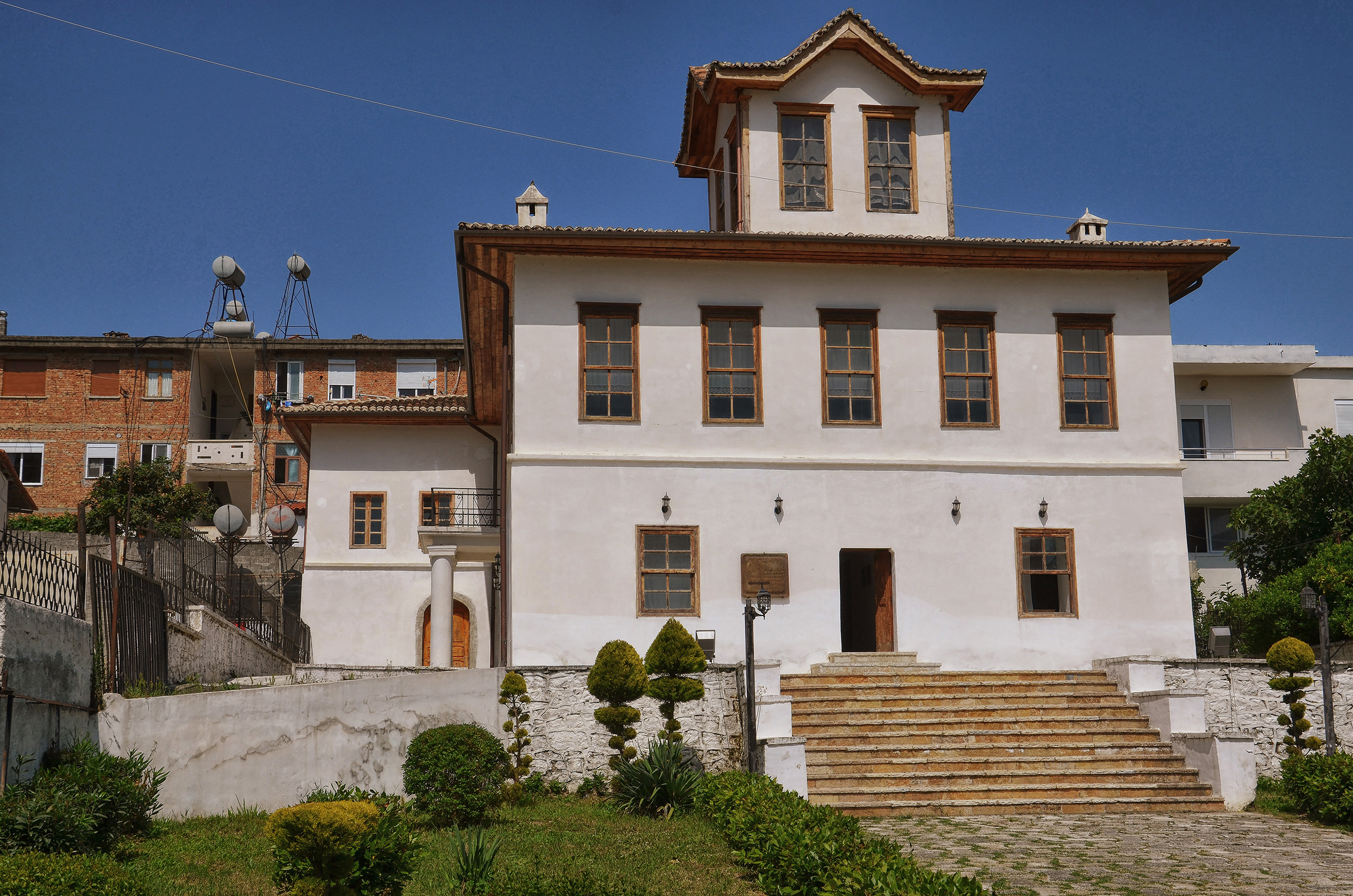
Das Gebäude in Lushnja, in dem die Versammlung stattfand.

Der Kongress von Lushnja (albanisch Kongresi i Lushnjës) ist eine von mehreren Nationalversammlungen auf dem Weg Albaniens zu einem eigenständigen und gefestigten Staat. Dieser Albanische Nationalkongress mit Vertretern aus dem ganzen Land fand vom 28. bis 31. Januar 1920 im mittelalbanischen Städtchen Lushnja statt.

## Hintergründe

### Besetztes Albanien nach dem Ersten Weltkrieg
Trotz des Endes des Ersten Weltkriegs war das Gebiet des modernen albanischen Staates noch immer von mehreren anderen Ländern besetzt. Im Waffenstillstandsvertrag vom 11. November 1918 war für Albanien vorerst einmal die Beibehaltung des Status quo vereinbart worden: französische, italienische und britische Truppen waren in Albanien stationiert. Es war vorgesehen, die Zukunft des jungen albanischen Staates, der de jure noch ein Fürstentum mit dem deutschen Wilhelm zu Wied an der Spitze war, an der Pariser Friedenskonferenz 1919 zu regeln. Es drohte dabei die Gefahr, dass der albanische Staat zwischen den Nachbarländern Jugoslawien und Griechenland aufgeteilt werden würde.

### Pariser Friedenskonferenz und Regelungen bezüglich Albanien
Den Albanern fehlte eine offizielle Delegation, die ihre Interessen in Paris hätte vertreten können. Deshalb kamen am 25. Dezember 1918 in Durrës 50 Delegierte aus dem ganzen Land zu einem Nationalkongress zusammen. Die Italiener, welche die Hafenstadt Durrës besetzt hielten, duldeten diese Versammlung, die von ihr gewählte provisorische Regierung und deren kleine Delegation für Paris, die beide von Turhan Pascha Përmeti geleitet wurden. Italien empfahl der Regierung, Albanien unter italienisches Protektorat stellen zu lassen, um so eine Aufteilung des Landes zwischen Jugoslawien und Griechenland vermeiden zu können.
Trotz offizieller und mehreren inoffiziellen albanischen Delegationen stellte sich schnell heraus, dass sich kaum jemand für einen albanischen Staat einsetzen würde. Die Albaner hatten auch keinen Zugang zu den Verhandlungen, die am 18. Januar 1919 begannen. Ein Teil der Delegation unterstützte deshalb Italien, das Albanien zu seinem Protektorat machen wollte. Die Forderung der Italiener hatte aber ebenfalls wenig Aussicht auf Erfolg. In der Folge einigte sich Rom mit der griechischen Regierung, Teile Südalbaniens an Griechenland abzutreten, wenn wenigstens Vlora an der Straße von Otranto mit seinem Hinterland italienisch werden würde. Die Siegermächte stimmten der griechisch-italienischen Vereinbarung am 9. Dezember 1919 zu, wobei der genaue Grenzverlauf im Süden noch zu klären war. Im Norden wollte man die Grenzen unverändert lassen. Jugoslawien sollte aber eine Eisenbahn bis zur Adria bauen dürfen.

## Beschlüsse

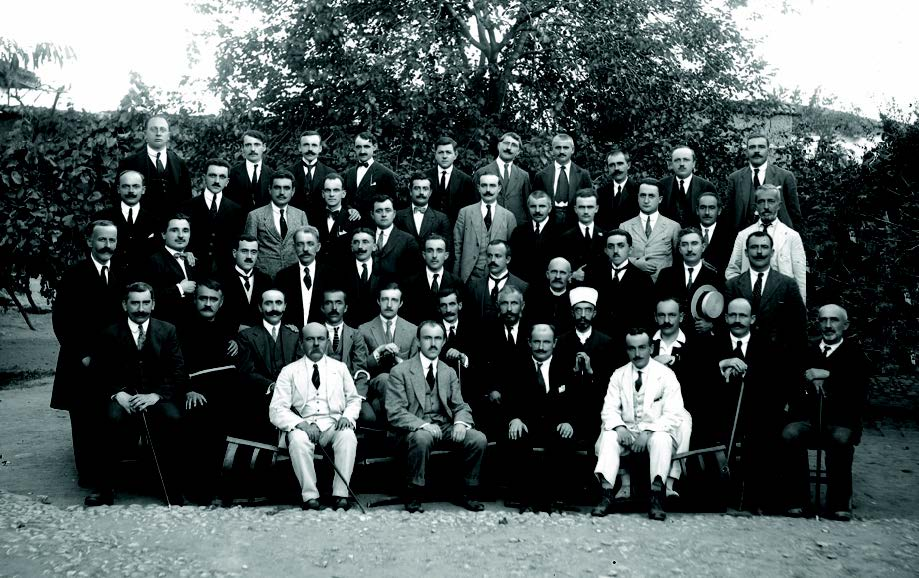
Teilnehmer des Kongresses nach dem Treffen vom 28. Januar 1920

In Albanien wurden Stimmen laut, die etwas gegen diese Teilung des Landes unternehmen wollten, solange dies noch irgendwie ging. Da man der (provisorischen) Regierung in Durrës nicht vertraute, wurde eine Nationalversammlung in Lushnja einberufen. Der zentral gelegene Ort eignete sich, da er auf recht neutralem Boden lag und das Risiko für eine Intervention ausländischer Truppen gering war. Ende Januar 1920 versammelten sich 50 Vertreter aus allen Landesteilen, darunter lokale Machthaber wie Stammesfürsten und Großgrundbesitzer sowie Abgesandte der großen Städte. Der Kongress tagte im Haus von Kaso Fuga, das mit Bänken aus der nahen Schule aufgerüstet wurde.
Der Kongress sprach sich vehement für die Integrität des Territoriums des albanischen Staates aus. Er entmachtete die Regierung in Durrës und bestimmte Tirana zur neuen Hauptstadt. Der kleine, etwa 17.000 Einwohner zählende und bis anhin eher unbedeutende Ort wies ähnliche Vorteile wie Lushnja auf: zentral, aber außerhalb des Einflussgebiets bedeutender albanischer Politiker und der Besatzungsmächte gelegen, jedoch ein wenig größer als der in einer versumpften Ebene gelegene Marktflecken Lushnja. Auch lag er auf keinen der beiden Dialektzonen des Gegischen und Toskischen, sondern befand sich in der Übergangszone. Außerdem war Tirana nicht weit vom Hafen Durrës entfernt.

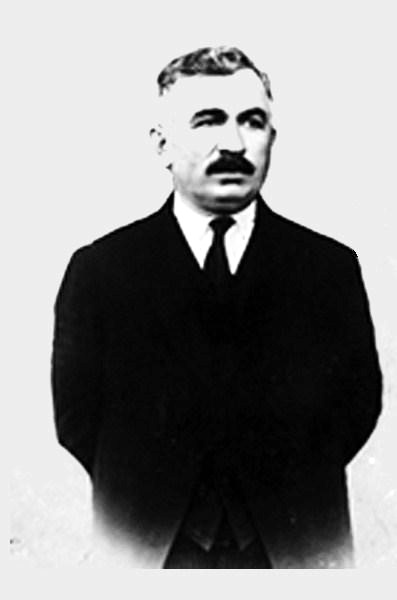
Sulejman Delvina (1871–1932), Kongressvorsitzender

Am zweiten Tag einigte man sich auf eine provisorische Verfassung, dem Statut von Lushnja. Diese sah einen Hohen Rat (Këshilli i Lartë) und einen Nationalrat (Këshilli Kombëtar) vor. Der Hohe Rat hatte eine Regierung zu bestimmen, die vom Nationalrat zu bestätigen war. Bei Uneinigkeit zwischen Hohem Rat und Nationalrat war die Einberufung eines Nationalkongresses vorgesehen. Der Hohe Rat setzte sich aus Vertretern der vier Religionen des Landes zusammen: Gewählt wurden der katholische Bischof Luigj Bumçi, der Bektaschi Aqif Pascha Elbasani, der Orthodoxe Mihal Turtulli und der Sunnit Abdi Toptani, der auch als Staatsoberhaupt fungieren sollte. Der Nationalrat setzte sich aus 37 Personen zusammen.
Der neuen Regierung stand Sulejman Bej Delvina vor. Unter den Ministern sollte bald einer besonders hervorstechen: Der junge Innenminister Ahmet Zogu wurde schnell zu einem der einflussreichsten Politiker des Landes und später sogar zum König von Albanien.

## Wirkungen

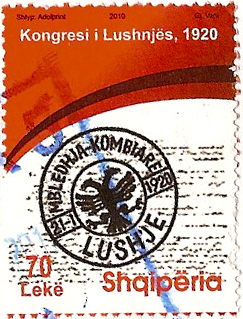
Briefmarke der Posta Shqiptare von 2010 zum Gedenken an den Kongress

Der Kongress von Lushnja fand genau im richtigen Zeitpunkt statt, so dass der albanische Staat – ein Machtvakuum oder vorübergehendes Desinteresse der Besatzungsmächte nutzend, die nach Kriegsende vermutlich ausreichend andere Probleme hatten – auf den Weg der Eigenständigkeit gelenkt werden konnte. Die Regierung erreichte im Gegensatz zu vielen Vorgängern und Nachfolgern in kürzester Zeit, beinahe von der ganzen Bevölkerung des Landes anerkannt und unterstützt zu werden. So konnte sich der albanische Staat schnell festigen und auch ausländische Anerkennung erlangen. Die Franzosen zogen sich noch in der ersten Hälfte des Jahres 1920 aus Shkodra und Korça zurück, wobei sich die beiden Städte gleich Tirana unterstellten. Auch mit Griechenland konnte eine gütliche Einigung gefunden werden. Die geschwächten und unmotivierten italienischen Truppen traten trotz großer Überzahl den Rückzug aus Vlora an, nachdem albanische Freischärler einige Erfolge verzeichnen konnten. Sogar Grenzkonflikte mit Jugoslawien konnten nach Verhandlungen und unter Druck der Großmächte bereinigt werden. Am 17. Dezember 1920 wurde Albanien in den Völkerbund aufgenommen, wobei die Regelung der Grenzen ausdrücklich vorbehalten wurde. Im November 1921 bestätigte eine Botschafterkonferenz in London die Grenzen gemäß Regelung von 1913.
Den Kongress von Lushnja als Geburtsstunde des albanischen Staates zu bezeichnen, übertrifft seine Bedeutung. Hingegen würde ohne Lushnja der moderne albanische Staat heute nicht in dieser Form und in diesen Grenzen bestehen: Der Kongress rettete das Fürstentum Albanien und formte daraus einen unabhängigen Staat, der – nur unterbrochen durch die Besatzungen im Zweiten Weltkrieg – bis heute Bestand hat.